# Cerkev sv. Terezije deteta Jezusa, Ljubljana-Kodeljevo
Cerkev sv. Terezije deteta Jezusa je cerkev v ljubljanskem predelu Kodeljevo, na Ulici Jana Husa (nekdanji Salezijanski ulici). Pripada rimskokatoliški Cerkvi in je župnijska cerkev Župnije Ljubljana Kodeljevo. Je edina cerkev v Sloveniji, posvečena sveti Tereziji Deteta Jezusa.

## Izgradnja
Že v času delovanja mladinskega doma v soseščini (ki je bil zgrajen pred cerkvijo) se je poleg potreb samega doma tudi zaradi pričetka gradnje stanovanjskih hiš na nekoč praznem prostoru Kodeljevega pokazala potreba po izgradnji prave cerkve. Kot zavetnica svetišča je bila izbrana Sveta Terezija Deteta Jezusa, zavetnica misijonov. Spomladi 1935 so pričeli z izkopi, 5. aprila leta 1936 (na cvetno nedeljo) pa je temeljni kamen blagoslovil takratni škof Gregorij Rožman. Cerkev po načrtih arhitekta inž. Hermana Husa je bila predana službi 9. oktobra 1938, čeprav takrat še ne povsem dokončana, brez zvonika, nadstreška nad vhodom in ometa.
Cerkev je bila ometana leta 1943, leta 1944 je dobila klopi in drugo opremo; s tem je bila notranjščina precej zaključena.
30 metrov visok zvonik in portal po načrtih ing. arh. Blaža Slapšaka je bil zgrajen leta 1971. Leta 1981 so bile v cerkvi postavljene orgle mojstra Antona Jenka s skupaj 2136 piščali, dolgih od 16 mm do 5 metrov. Leta 1985 je bila zvonik opremljen tudi z zvonovi (štirimi). Leta 2010 se je zaradi poškodb zvonika zaključila obsežna prenova zunanjosti cerkve, ki je vključevala tudi novo vpetje zvonov. V zvoniku so tudi bazne postaje več slovenskih operaterjev mobilne telefonije. 

## Notranjščina cerkve
Cerkev je bila zasnovana za 2.200 oseb, od tega 600 sedišč; zgrajena je bila v manjšem obsegu. Notranjost je razdeljena na tri ladje, dolge 24 metrov. Skupna širina ladij je 26 metrov, od tega osrednja 12 metrov. Pod desno stransko ladjo je bila načrtovana in tudi zgrajena 40 metrov dolga večnamenska dvorana. Prostor je sprva služil kot zatočišče mladim iz mladinskega doma; po nacionalizaciji pa je služil kot športni objekt, nato kot skladišče in na koncu kot kegljišče. Po denacionalizaciji 2001 so to dvorano v nekaj letih obnovili in jo pričeli uporabljati za potrebe župnije.
Nad vhodom v cerkev je kor, kjer so bile orgle in so peli pevci, dokler leta 1981 niso postavili orgel v neposredno bližino oltarja. nad vhodom v cerkev in nad korom je v pročelje vgrajeno veliko okroglo okno z vitražem Svete trojice, avtor diplomant likovne umetnosti in duhovnik Jošt Snoj. Bela barva v njem ponazarja hostijo, modra globino in spoznavanje krščanskega Boga, rdeči plameni pa moč delovanja svetega Duha. Oblost okna s prečkami predstavlja naš svet in odrešujočo moč svete Trojice.
Leta 1935 je na podlagi daru kipar Tine Kos izdelal tri metre visok kip farne zavetnice. Kip je obdan z visečimi lestenci s 563 žarnicami. Ozadje kipa sestavlje 14 medaljonov; levo od kipa so predstavljeni sedmeri zakramenti (krst, birma, Rešnje Telo, pokora, maziljenje, mašniško posvečenje in zakon), desno pa sestavni deli katoliške maše (vstop, prošnja, evangelij, vera, darovanje, spremenjenje, obhajilo). Nad vhodom v zakristijo je v steno vgrajen grb plemiške družine Codelli; baron Anton Codelli de Fahnenfeld (1875-1945) je pripomogel k izgradnji mladinskega doma in nato cerkve, kjer si je izgovoril družinski molitveni prostor. V srednji ladji stoji misijonski križ, izdelan po načrtih Janeza Valentinčiča in posvečen spominu na prvi misijon v župniji leta 1962. Valentinčič je prispeval tudi načrte za medsteberne lestence in zvočnike, ki so bili nato postavljeni leta 1975.
Na južni strani je vgrajenih 5 velikih in pet manjših okroglih vitražnih oken. Načrte za osrednje tri in vsa okrogla je izdelal arh. Herman Hus, za prvo in zadnje pa ak. slikar Stane Kregar. Prvo predstavlja sv. Janeza Boska in njegovega učenca Dominika Savia; postavljeno je bilo ob 150. letnici Boskovega rojstva leta 1966. Okroglo okno pod njim prikazuje zakrament svetega krsta. Na drugem sta upodobljena slovanska apostola Ciril in Metod; Ciril drži v roki knjigo, Metod je prikazan kot nadškof. Brata sta bila kot motiv izbrana zaradi vzpostavitve cerkvene skupnosti med Slovani in tudi ker sta zavetnika salezijanskega reda v Sloveniji. Okroglo okno pod njima s čebelami opozarja na krepost delavnosti. Srednje okno, dar lavantinske škofije iz leta 1938, je posvečeno Kristusu, Kralju vesoljstva. V okroglem oknu pod njim je grb papeža Pija XI. s simboli papeštva, tiaro in ključi; papež je s posebnim dokumentom blagoslovil dobrotnike svetišča. Na četrtem oknu sta upodobljena apostola Peter (s ključi) in Pavel (z mečem), temelja katoliške cerkve. V okroglem oknu so upodobljene tri teološke kreposti: vera, upanje in ljubezen. Zadnje okno prikazuje blaženega mariborskega škofa Antona Martina Slomška in pa Friderika Barago. Okno je dar župnije sv. Marije Assunte Picozzi v Latini pri Rimu iz leta 1968 kot spomin na njihovega župnika ter drugega župnika kodeljevške župnije, dr. Franca Grmiča. Okroglo okno pod njim kaže zakrament sv. Rešnjega Telesa.
Pet barvnih oken severne stene je bilo po načrtih salezijanca Cirila Jeriča izdelanih šele leta 1977. Upodabljajo štirinajst postaj križevega pota: prvo dve postaji, drugo tri, tretje štiri, četrto tri in zadnje zopet dve. Na zadnjem je slikar upodobil svoj obraz.
Strop cerkve je lesen in razdeljen na več sto kaset, v vsaki pa je po ena vrtnica kot znamenje milosti, ki jih je obljubila sveta Terezija. Vrtnice v prezbiteriju so bele barve z zlatimi listi, nad ladjami pa so rdeče z zelenimi listi.
V levi ladji je oltar Lurške Matere božje s kipom, ki je prvotno stal v leseni baraki mladinskega doma (glej Župnija Ljubljana Kodeljevo). Na tem oltarju so tudi kipi sv. Alojzija, sv. Jožefa, sv. Antona Padovanskega in sv. Janeza Boska.
Arhitekt Herman Hus je izdelal tudi načrte za cerkveno monštranco.